# Bryum viguieri
Bryum viguieri là một loài Rêu trong họ Bryaceae. Loài này được Thér. mô tả khoa học đầu tiên năm 1922.